# Лебяжье-Асановское сельское поселение
Лебя́жье-Аса́новское се́льское поселе́ние — упразднённое муниципальное образование в Юргинском районе Кемеровской области. Административный центр — деревня Лебяжье-Асаново.

## История
Лебяжье-Асановское сельское поселение образовано 17 декабря 2004 года в соответствии с Законом Кемеровской области № 104-ОЗ.

## Население
| 2010  | 2011  | 2012  | 2013  | 2014  | 2015  | 2016  |
| ----- | ----- | ----- | ----- | ----- | ----- | ----- |
| 1970  | ↘1969 | ↗1971 | ↗1984 | ↘1948 | ↘1909 | ↘1904 |
| 2017  | 2018  | 2019  |       |       |       |       |
| ↘1871 | ↘1831 | ↘1814 |       |       |       |       |

## Состав сельского поселения
| № | Населённый пункт | Тип населённого пункта          | Население |
| - | ---------------- | ------------------------------- | --------- |
| 1 | 139 км           | разъезд                         | 11        |
| 2 | Бжицкая          | деревня                         | 82        |
| 3 | Зелёная Горка    | посёлок                         | 159       |
| 4 | Кленовка         | посёлок                         | 238       |
| 5 | Лебяжье-Асаново  | деревня, административный центр | 477       |
| 6 | Таскаево         | посёлок станции                 | 143       |
| 7 | Шитиково         | деревня                         | 37        |
| 8 | Юргинский        | посёлок                         | 823       |